# نافا باراك زينغر
نافا باراك زينغر Nava Barak-Singer ((بالعبرية: נאוה ברק-זינגר‏) (مولودة بلقب كوهين) (8 أبريل 1947 -) هي معلمة وناشطة اجتماعية إسرائيلية. كانت زوجة إيهود باراك بين 1969-2003، وبالتالي كانت أيضًا زوجة رئيس وزراء إسرائيل بين 1999-2001 

## حياتها
ولدت نافا كوهين في طبريا. وكان والدها مديرًا لفرع بنك لئومي وكانت والدتها تعمل في الوكالة اليهودية. ودخلت الخدمة العسكرية وخدمت في الجيش الإسرائيلي في سلاح المخابرات.
وفي شتاء عام 1968، التقت نافا بزوجها المستقبلي، إيهود باراك  في إحدى مكتبات الجامعة العبرية عندما كانت نافا طالبة تدرس الأدب الإنجليزي وكان إيهود وقتها ضابطًا في الجيش الإسرائيلي برتبة رائد، وكان يدرس كل من الرياضيات والفيزياء.  وتخرجت نافا بدرجة البكالوريوس في اللغة الإنجليزية والأدب العربي، ثم عملت بعد تخرجها من الجامعة كمدرسة لغة إنجليزية في مدرسة إعدادية في مدينة كفار سابا.
وأقيم حفل زفاف نافا كوهين وإيهود باراك في 25 مارس 1969 في فندق «غيناتون» في طبريا. ثم استقر الزوجان في كريات هايوفيل في القدس.

## زوجة رئيس وزراء إسرائيل
خلال فترة إيهود باراك كرئيسة وزراء إسرائيل (1999-2001)، اختارت نافا الابتعاد عن تولي مناصب عامة رسميًا وركزت على التطوع لمساعدة الشباب الذين يعانون من أزمات. وخلال تلك الفترة، بدأت في المساعدة في أنشطة جمعية «إلم» المختصة بالشباب المعرضين للخطر وتقوم بإنشاء عدة مشاريع منها: مقاهي «هافوخ آل هافوخ» لإقامة الاجتماعات بين الشباب والمهنيين، وكذلك مشروع للإشراف على تحديد موقع الشباب المعرضين للخطر، ومشروع لترسيخ العلاقات الصحيحة في المدارس.
بالإضافة إلى ذلك، ساعدت في أنشطة منظمات مثل جمعية السرطان الإسرائيلية، وفريق عمل الإيدز الإسرائيلي، ومستشفى تل هاشومير، ومركز رابين الطبي وجمعية الأطفال المصابين بمتلازمة داون. وفي أعقاب الهجوم على حافلة الأطفال في كفار داروم، جمعت نافا أموالاً لإنشاء صندوق لمساعدة الجرحى.

## حياتها الشخصية
أنجبت من زوجها إيهود باراك ثلاث بنات. وانفصلت عنه في عام 2003، بعد 34 عامًا من الزواج. وفي 7 يوليو 2009 تزوجت من رجل الأعمال شالوم زينجر.